# Melvin Burgess
Melvin Burgess, född 25 april 1954 , är en brittisk författare av ungdomslitteratur. Flera av Burgess böcker har blivit kontroversiella för de ämnen som de behandlar.
Burgess' första bok, Den sista vargen, gavs ut 1990. Han fick en del uppmärksamhet 1996 med publiceringen av romanen Påtänd, som är en osminkad skilding av hemlösa och heorinberoende ungdomar i Bristol. Boken är översatt till 18 språk och TV-filmatiserades 1999 av BBC som en del av serien Scene.
Burgess betraktades återigen som kontroversiell då han 2003 gav ut romanen Ung och kåt, senare utgiven som Killar och tjejer, vilken handlar om ungdomar och sex. 2001 skrev Burgess en roman som baserade sig på filmen Billy Elliots manus skrivet av dramatikern Lee Hall.
Ung och kåt/Killar och tjejer har filmatiserats som en amerikansk TV-serie under namnet Life As We Know It.

## Priser och utmärkelser
- Carnegie Medal 1996 för Junk